# 豊橋市立多米小学校
豊橋市立多米小学校（とよはししりつ ためしょうがっこう）は、愛知県豊橋市多米中町二丁目27-1にある公立小学校。
木造平屋建の旧校舎2棟を用いた豊橋市民俗資料収蔵室 ふるため（とよはししみんぞくしりょうしゅうぞうしつ ふるため）がある。2016年（平成28年）には旧校舎2棟が登録有形文化財に登録された。

## 地理

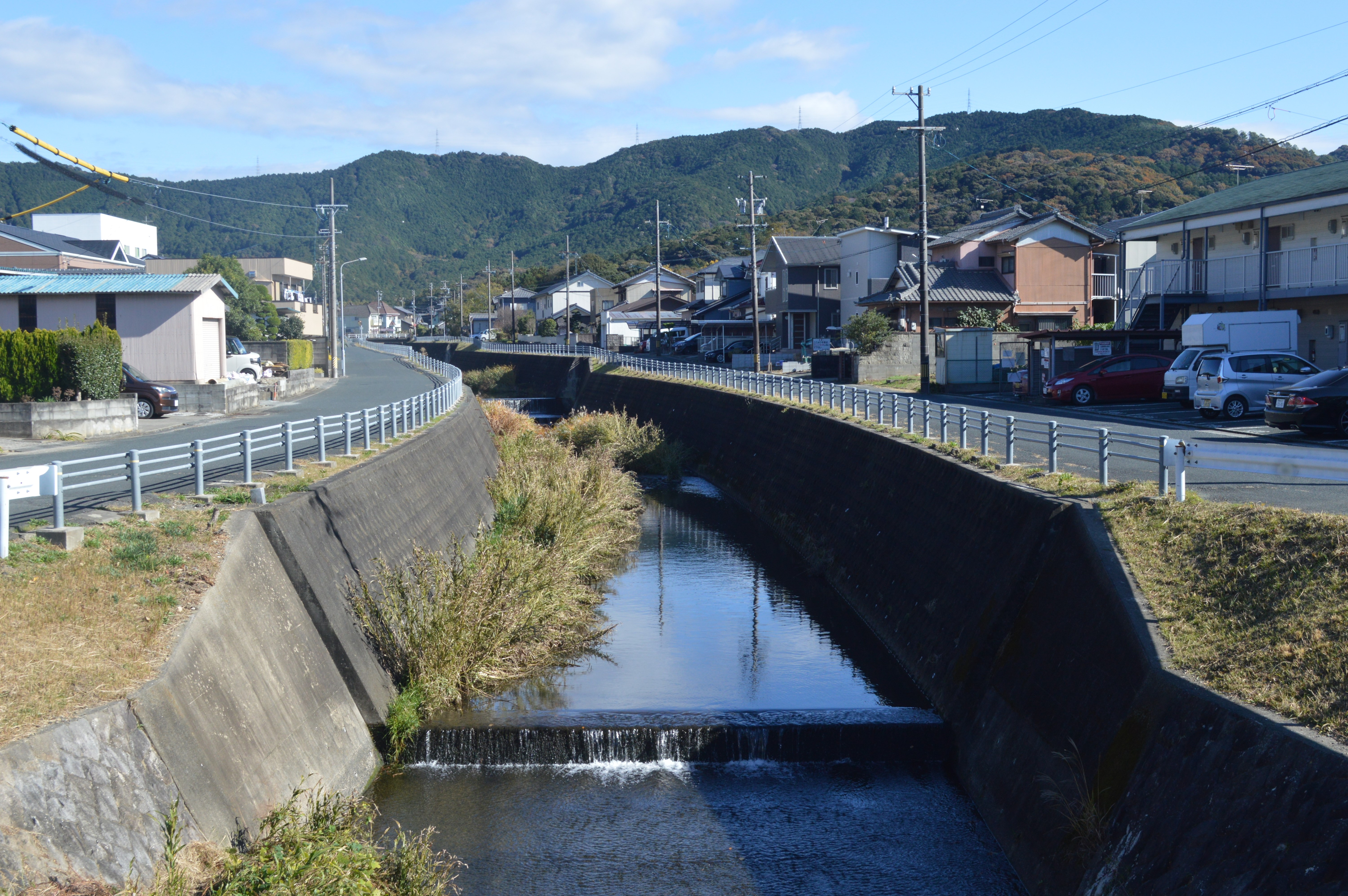
朝倉川

学区は西側以外の三方を弓張山地に囲まれており、学区内を豊川支流の朝倉川やその支流である内山川が横断している。

## 歴史

### 年表
- 1873年（明治6年）6月 - 義塾として宝珠寺に開校。[3]
- 1874年（明治7年）1月 - 第九中学区内第四二番小学牛川学校出張所多米学校に改称。[3]
- 1877年（明治10年）9月 - 八名郡第八五番小学多米学校に改称。[3]
- 1879年（明治12年）10月13日 - 八名郡第三六番小学多米学校に改称。[3]
- 1880年（明治13年）5月13日 - 畑ヶ田に新築移転。[3]
- 1887年（明治20年）6月3日 - 八名郡三輪学校多米分校に改称。[3]
- 1888年（明治21年）7月5日 - 八名郡多米尋常小学校に改称。[3]
- 1892年（明治25年）6月17日 - 八名郡多米村立多米尋常小学校に改称。[3]
- 1901年（明治34年）6月14日 - 滝の谷に新築移転。[3]
- 1903年（明治36年）4月1日 - 愛知県八名郡多米村立多米尋常高等小学校に改称。[3]
- 1906年（明治39年）7月1日 - 合併で石巻村が発足したことで愛知県八名郡石巻村立多米尋常高等小学校に改称。[3]
- 1909年（明治42年）3月31日 - 愛知県八名郡多米尋常小学校に改称。高等科廃止。[3]
- 1932年（昭和7年）9月1日 - 石巻村の一部が豊橋市に編入されたことで豊橋市立多米尋常小学校に改称。[3]
- 1941年（昭和16年）4月1日 - 豊橋市多米国民学校に改称。[3]
- 1944年（昭和19年）10月 - 木造平屋建の本校舎（現・豊橋市民俗資料収蔵室本棟）が竣工。[4]
- 1947年（昭和22年）4月1日 - 豊橋市立多米小学校に改称。[3]
- 1954年（昭和29年） - 木造平屋建の西校舎（現・豊橋市民俗資料収蔵室西棟）が竣工。[4]
- 1956年（昭和31年）9月 - 校歌制定。[3]
- 1976年（昭和51年）4月1日 - 朝倉川南側に移転。[3]
- 1978年（昭和53年） - 旧校地の旧校舎が豊橋市民俗資料収蔵室に転用。[4]
- 1981年（昭和56年）3月 - 第2棟（中校舎）完成。[3]
- 1982年（昭和57年）3月 - 第3棟（南校舎）完成。[3]
- 2024年 (令和5年)     全校舎建て替えリニューアル

## 児童
2018年（平成30年）時点では児童数の約20%が外国人であり、過去にはブラジル人児童の保護者が運動会をカーニバルと勘違いして酒盛りを始めたり、運動会の最中に雨が降り出した際には、ブラジル人保護者が無断で児童を連れて帰宅してしまうなどのトラブルもあった。

### 児童数の変遷
『愛知県小中学校誌』（2018年）によると、児童数の変遷は以下の通りである。
| 1947年（昭和22年） | 139人 |  |
| 1957年（昭和32年） | 234人 |  |
| 1967年（昭和42年） | 173人 |  |
| 1977年（昭和52年） | 392人 |  |
| 1987年（昭和62年） | 989人 |  |
| 1997年（平成9年）  | 751人 |  |
| 2007年（平成19年） | 783人 |  |
| 2017年（平成29年） | 733人 |  |

## 豊橋市民俗資料収蔵室 ふるため

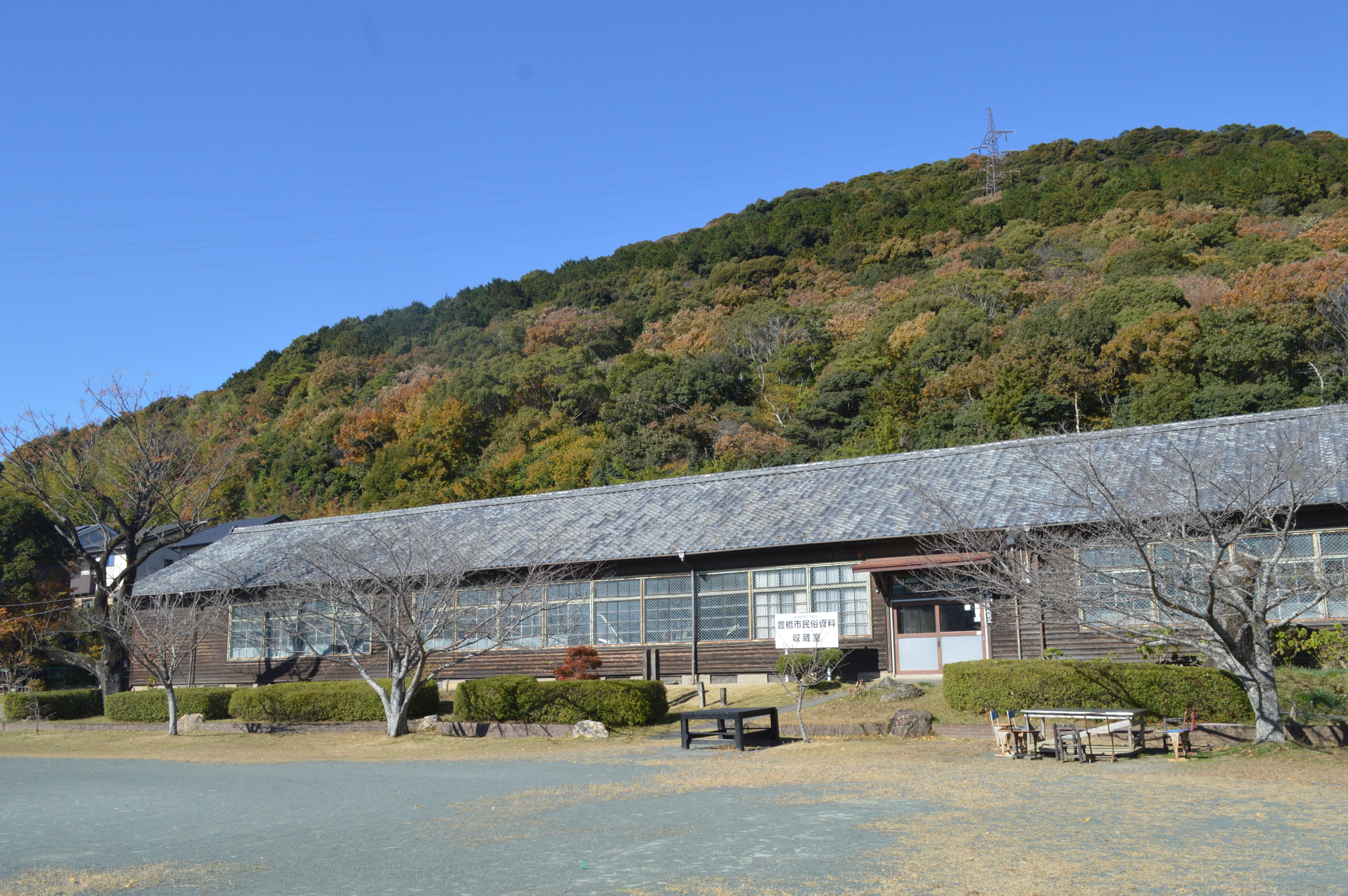
豊橋市民俗資料収蔵室 ふるため

1901年（明治34年）から1976年（昭和51年）までは愛知県道4号（多米街道）北側の滝の谷34番地1-1に校地を有していた。1944年（昭和19年）10月には木造平屋建の本校舎が竣工し、1954年（昭和29年）には木造平屋建の西校舎（現・豊橋市民俗資料収蔵室西棟）が竣工した。
この2棟は1978年（昭和53年）に豊橋市民俗資料収蔵室 ふるために転用され、2016年（平成28年）2月25日に登録有形文化財に登録された。今日の豊橋市に現存する唯一の木造校舎である。2006年（平成18年）公開の豊橋市政100周年記念映画『早咲きの花』では、主人公（浅丘ルリ子）が少女時代に通った学校のロケ地となった。
2006年（平成18年）のロケ地使用後から、元小学校教諭が小学校の机・椅子・オルガン等の収集を行い、2009年（平成21年）には昭和20-30年代の学校の教室を再現した部屋がリニューアルされた。2012年（平成24年）時点では年間約7000人の入館者がある。

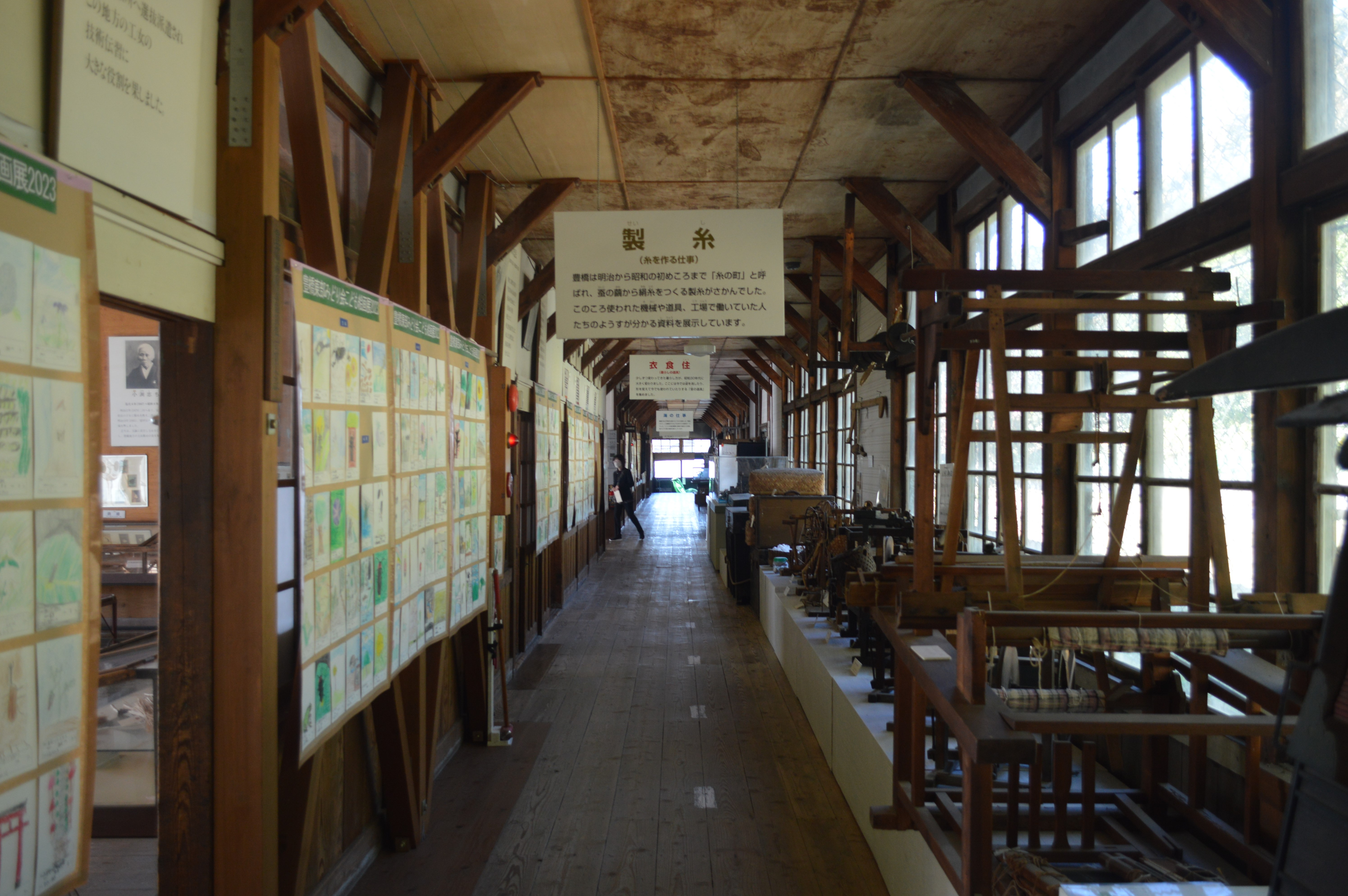
廊下
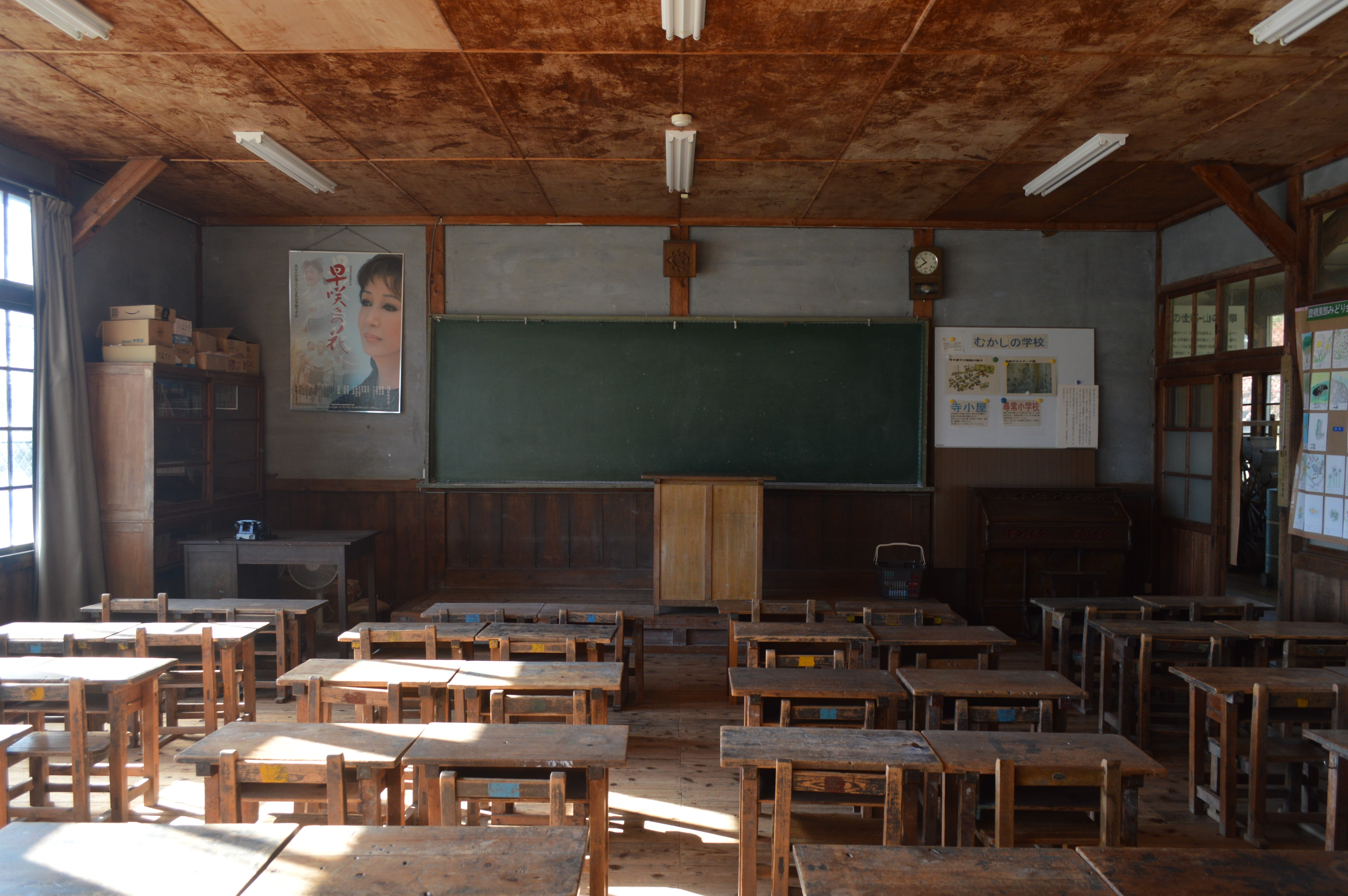
教室
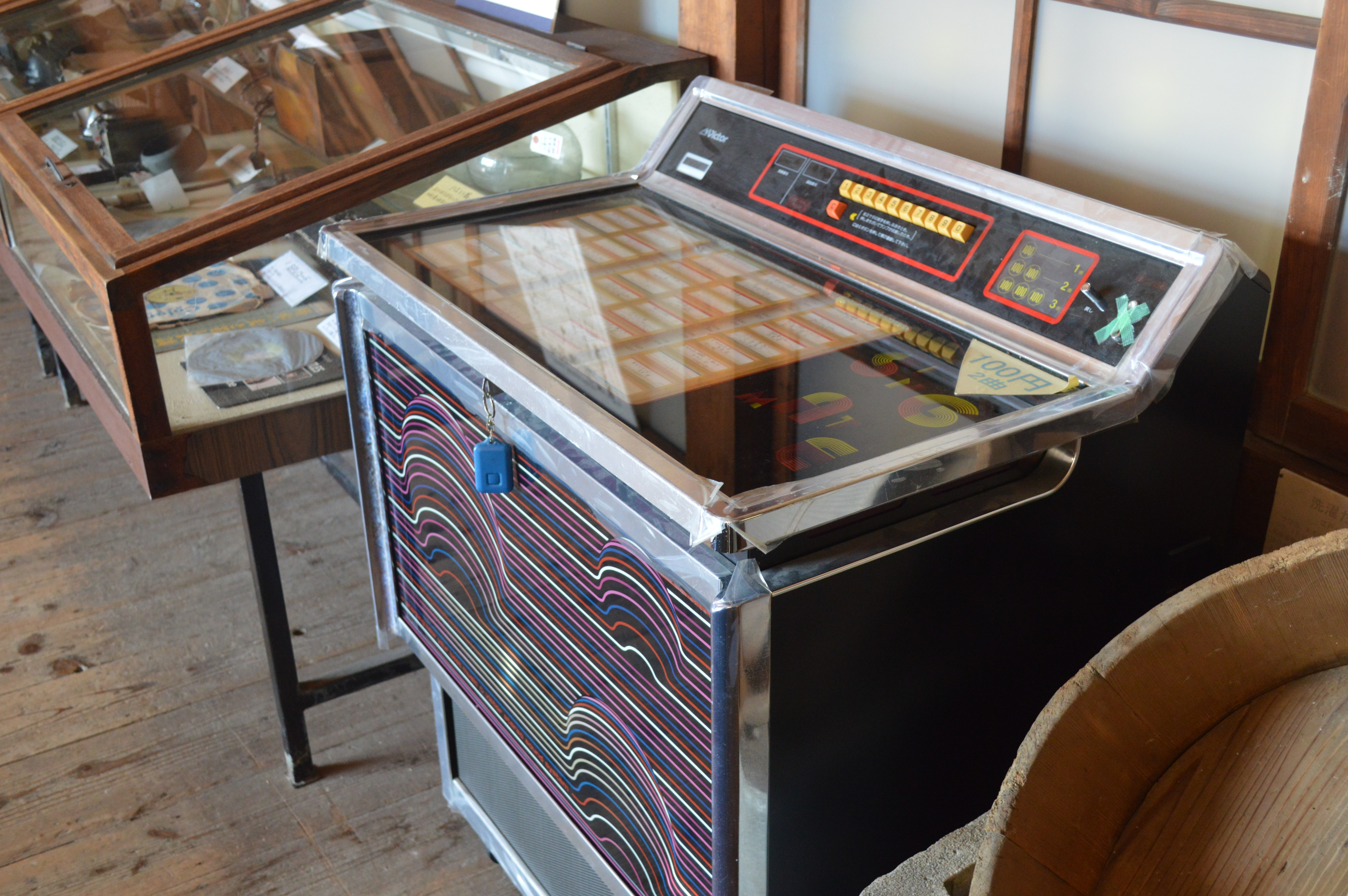
昭和の展示
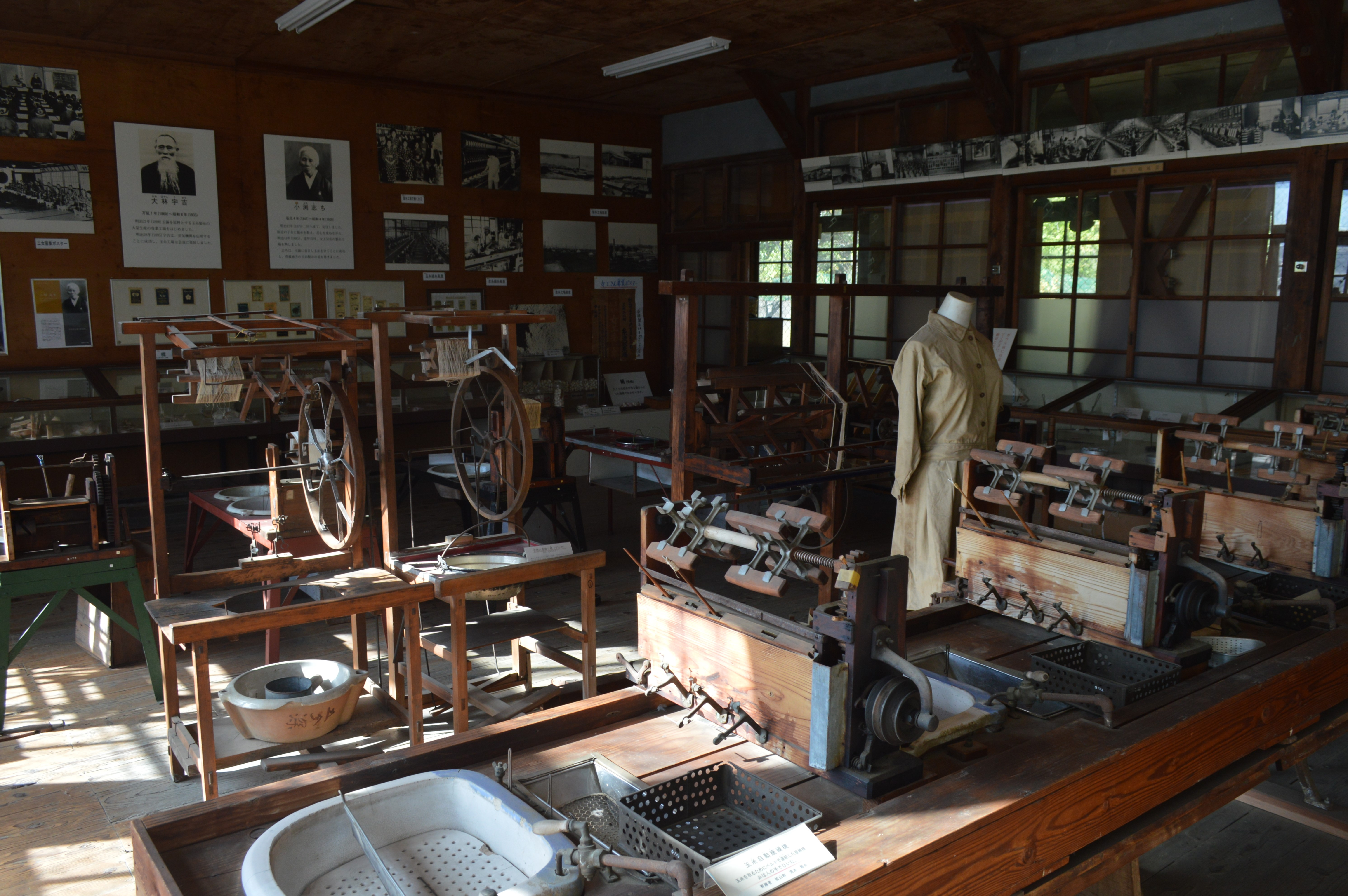
養蚕の展示
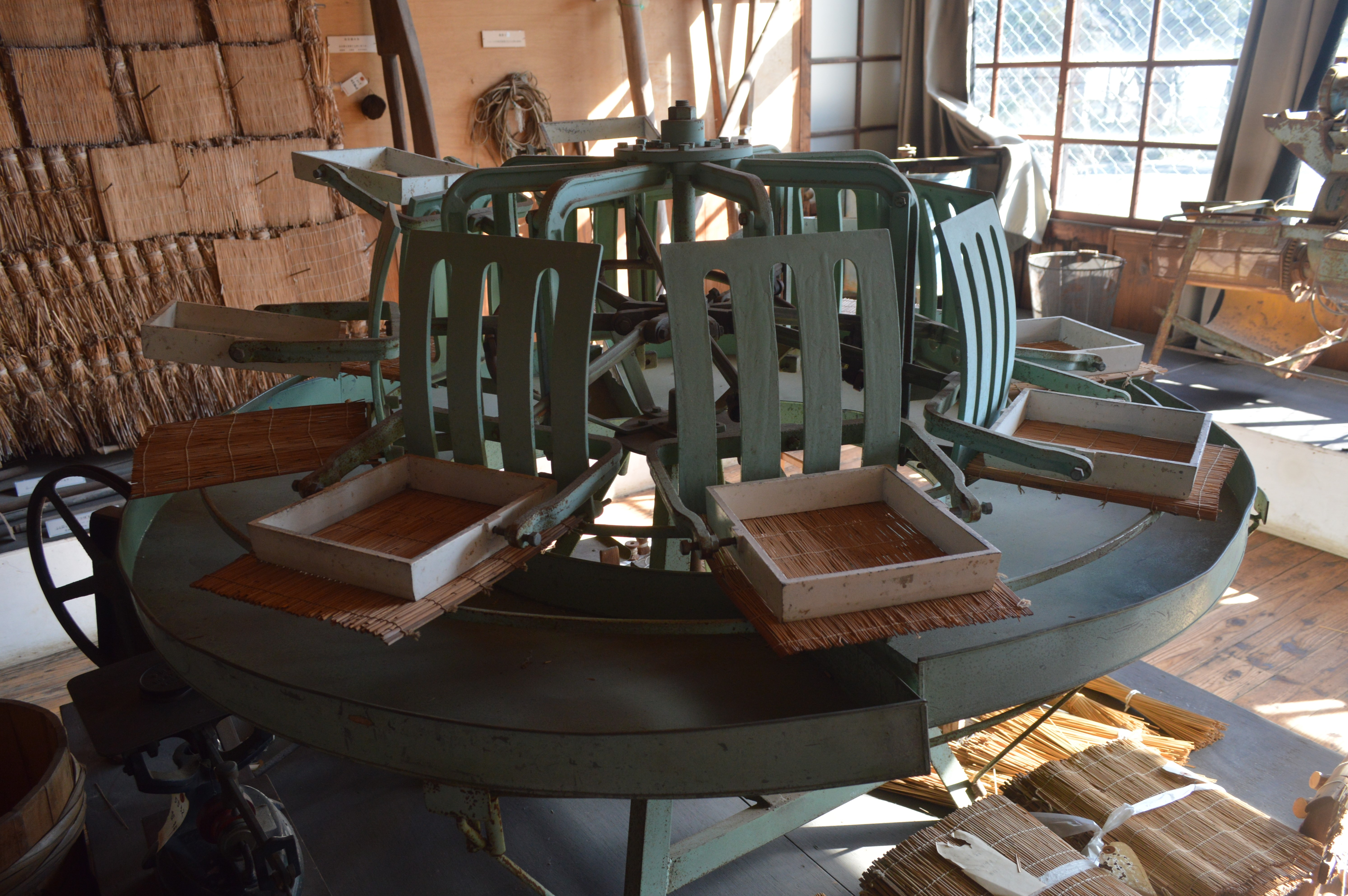
三河海苔の展示

## 出身者
- アンディー・スズキ - サックス奏者